# Listă de romaniști
Romanistul este un lingvist sau un filolog specializat în romanistică sau în studiul limbilor romanice.

## Romaniști celebri
- Michel Arrivé (n. 1936)
- Pierre Bec (n. 1921)
- Édouard Bourciez
- Jean-Philippe Dalbera
- Werner Forner
- Gerhard Rohlfs (1892-1986)
- Claas Hugo Humbert (1830-1904)
- Wilhelm Meyer-Lübke (1861-1936)
- Walther von Wartburg (1888-1971)
- Maurice Delbouille (1903-1984)
- Alf Lombard (1902–1996)
- Louis Remacle (1840-1900)
- Willy Bal (n. 1916)
- Charles Camproux
- Eugeniu Coșeriu≈Eugenio Coseriu≈Eugen Coșeriu (1921-2002)
- Friedrich Christian Diez (1794-1876)
- William Elcock
- R.A. Hall
- Jan Urban Jarník (1848-1923)
- Jean-Marie Klinkenberg (n. 1944)
- Heinrich Lausberg
- Rebecca Posner
- Carlo Tagliavini (1903-1982)
- Sever Pop (1901-1961)
- John Orr
- Ion Coteanu (1920-1997)
- Sextil Pușcariu (1877-1948)
- Tullio de Mauro
- Kurt Baldinger
- Ramón Menéndez Pidal
- Bernard Pottier (n. 1924)
- Manuel Alvar (1923-2001)
- Yakov Malkiel